# Gerardo Gutiérrez
Luis Gerardo Gutiérrez Serrano (Puntarenas; 5 de agosto de 1954) es un exfutbolista costarricense que jugaba como delantero. Apareció en siete juegos y marcó tres goles con la selección de Costa Rica.

## Trayectoria
Era apodado el cebolla y debutó con Ramonense un 23 de abril de 1972, ese día anotó también su primer gol, que fue al minuto 78' contra Municipal Puntarenas en la victoria de dos a uno.
Más tarde, jugó precisamente con el Municipal Puntarenas, donde en la Primera División 1978, quedó como campeón de goleo con 23 tantos, pero no obtuvo el título, ya que perdió la final contra Herediano.
Este equipo lo trajo a sus filas en 1980 y en 1981 logró el título de Primera División. En 373 partidos, estuvo a un solo tanto de marcar 100 goles en la máxima división de su país.

## Selección nacional

### Participaciones internacionales
| Torneo                          | Categoría | Sede        | Resultado     | Part. | Goles |
| ------------------------------- | --------- | ----------- | ------------- | ----- | ----- |
| Juegos Panamericanos de 1979    | Amateur   | Puerto Rico | Cuarto puesto | 3     | 0     |
| Preolímpico de Concacaf de 1980 | Amateur   | Varias      | Campeón       | 3     | 3     |

## Clubes
| Club                 | País       | Año       |
| -------------------- | ---------- | --------- |
| Ramonense            | Costa Rica | 1972-1974 |
| Municipal Puntarenas | Costa Rica | 1974-1980 |
| Herediano            | Costa Rica | 1980-1982 |
| Municipal Puntarenas | Costa Rica | 1983-1985 |
| Ramonense            | Costa Rica | 1985-1987 |

## Palmarés

### Títulos nacionales
| Título           | Equipo               | País       | Año  |
| ---------------- | -------------------- | ---------- | ---- |
| Segunda División | Municipal Puntarenas | Costa Rica | 1976 |
| Primera División | Herediano            | Costa Rica | 1981 |

### Títulos internacionales
| Título                  | Equipo     | Sede   | Año  |
| ----------------------- | ---------- | ------ | ---- |
| Preolímpico de Concacaf | Costa Rica | Varias | 1980 |

### Distinciones individuales
| Distinción                                           | Año  |
| ---------------------------------------------------- | ---- |
| Máximo goleador de la Primera División de Costa Rica | 1978 |